# منتصف العمر: قصة رومانسية (رواية)
منتصف العمر: قصة رومانسية (بالإنجليزية: Middle Age: A Romance)‏ هي رواية للكاتبة الأمريكية جويس كارول أوتس، نشرت عام 2001، عن دار نشر إيكو/ هاربر كولينز.